# 3ТД
3ТД (трёхцилиндровый танковый двигатель) — серия (марка) двухтактных 3-цилиндровых дизельных двигателей, принадлежащих к общему ряду двигателей ХКБМ ТД.

## Краткая история
Впервые двигатели 3ТД появились в СССР в 1960-х годах, но из-за невостребованности массовое производство было отложено.
В 1990-х годах Харьковское конструкторское бюро машиностроения (ХКБМ) возобновило работу над этими двигателями.
В 2011 году было налажено серийное производство.

## Краткое описание
Указанные двухтактные двигатели компактны и имеют единую конструктивную схему с горизонтальным расположением цилиндров. У них низкая теплоотдача и малое уменьшение мощности при высоких температурах окружающей среды, двигатели 3ДТ можно использовать при температурах −50°C до +55°C и с разными видами топлива.
Двигатели серии 3ТД предназначены для модернизации легкой бронированной техники, в частности БТР-70, БТР-80, БТР-50, БМП-2, БМП-3 и т.п., кроме того, они могут быть использованы на новой украинской технике: БТР-4, БМП-К-64 и т.п.
В решении комплекса теоретических и производственных проблем, возникших при создании двигателей 3ТД, участвовал весь коллектив ХКБМ.
Благодаря более низкой теплоотдаче в воду и смазку у двухтактных двигателей с противоположным движением поршней по сравнению с четырёхтактными, двигатели серии 3ТД хорошо приспособлены для замены более старых двигателей на легкой бронетехнике. Например, двигатель УТД-20 мощностью 300 л.с. имеет теплоотдачу: в воду — 90·10³ ккал/час, в смазку — 18·10³ ккал/час, а показатели двигателя 3ТД-2 мощностью 400 л.с. — 90·10³ и 33·10³ ккал/час соответственно.

## Преимущества и недостатки двигателя
Среди преимуществ двигателей этой серии можно выделить:
- отсутствие газораспределительного механизма;
- высокую компактность;
- достаточно низкую теплоотдачу;
- высокую литровую мощность;
- высокую эффективность наддува и возможность использования энергии отходящих газов;
- возможность эксплуатации при температурах окружающей среды от −50°C до +55°C;
- возможность работы на разных видах топлива и их смесях.

Недостатки двигателя:
- повышенный расход масла и неполное сгорание рабочей смеси с образованием более дымного и токсичного выхлопа;
- высокая чувствительность двигателя к мелкодисперсной пыли;
- повышенный уровень шума.

## Версии двигателя

### 3ТД-1
К разработке двигателя вернулись в 1994 году. В 1994-1996 гг. предпринимались попытки использования двигателя на автобусах Львовского автобусного завода. Выявленные недостатки были устранены, и в 2004 году были проведены успешные испытания улучшенной модификации.
Двигатель 3ТД-1 был создан для модернизации БТР-70, на котором установлены два карбюраторных двигателя ЗМЗ-4905 по 120 л.с. каждый. При установке 3ТД-1 в БТР-70 высвобождается значительное пространство в моторно-трансмиссионном отсеке, которое можно использовать для увеличения объема топливных баков и объема системы охлаждения.
Испытания модернизированного БТР-70 были проведены в средней полосе с декабря 1998 г. по октябрь 1999 г. при температурах окружающей среды от −20°C до +35°C. За время испытаний общий пробег составил 10180 км. Было установлено, что модернизированный БТР-70 с двигателем 3ТД-1 превосходит штатные показатели динамики разгона, расхода топлива, запаса хода.
По такой же схеме могут быть модернизированы и БТР-80 с двигателями КамАЗ-7403 мощностью 260 л.с.

### 3ТД-2
Двигатель 3ТД-2 мощностью 400 л.с. — дальнейшее развитие двигателя 3ТД-1. Увеличение мощности достигнуто благодаря увеличению расхода воздуха и топлива, а также давления наддува. Высокий уровень унификации 3ТД-1 и 3ТД-2 позволил завершить разработку в сжатые сроки. Успешные приёмные испытания были проведены весной 2001 года. 
Двигатель был рекомендован для модернизации БТР-80 и БМП-2.

### 3ТД-3
Двигатель 3ТД-3 мощностью 500 л.с. по уровню форсирования соответствует двигателю 6ТД-1 мощностью 1000 л.с. Поэтому на нём использована конструкция группы поршней двигателя 6ТД-1 с корпусом поршня из алюминиевого сплава.
Двигатель был использован для установки на бронетранспортер M113 американского производства.

### 3ТД-4
В двигателе 3ТД-4 мощностью 600 л.с. применялись схожие с двигателем 6ТД-2 мощностью 1200 л.с. конструктивные решения. 
Двигатель успешно прошел приёмные испытания весной 2001 года.
Предназначен для модернизации БМП-3, на которой установлен двигатель УТД-29 мощностью 500 л.с.

## Применение в БТР-4
Двигатели 3ТД-3 серийно устанавливался на БТР-4 «Буцефал».
На БТР-4Е устанавливался дефорсированный вариант двигателя с обозначением ЗТД-3А мощностью 400 л.с.
Использование двигателя 3ТД-3А в бронетранспортерах БТР-4Е при проведения стендовых и полевых испытаний, а также при эксплуатации бронетранспортера БТР-4Е показало превышение допустимых норм уровня шума. Натурные замеры продемонстрировали, что основным источником шума является двигатель 3ТД-3А.
В перспективе возможна установка двигателя 3ТД-4.

## Таблица характеристик двигателя
| Характеристики                      | Двигатели | Двигатели | Двигатели | Двигатели |
| ----------------------------------- | --------- | --------- | --------- | --------- |
| Характеристики                      | 3ТД-1     | 3ТД-2     | 3ТД-3     | 3ТД-4     |
| Мощность, л.с.                      | 280       | 400       | 500       | 600       |
| Оборотов в минуту                   | 2600      | 2600      | 2600      | 2600      |
| Удельный расход топлива, г/ л.с.-ч  | 165       | 165       | 165       | 165       |
| Диаметр цилиндра, мм                | 120       | 120       | 120       | 120       |
| Ход поршня, мм                      | 2×120     | 2×120     | 2×120     | 2×120     |
| Количество цилиндров                | 3         | 3         | 3         | 3         |
| Рабочий объем, л.                   | 8,15      | 8,15      | 8,15      | 8,15      |
| Литровая мощность, л.с./л           | 34,4      | 49        | 61,3      | 73,6      |
| Степень сжатия                      | 17,5      | 16,5      | 15        | 14        |
| Максимальное давление сгорания, МПа | 11,3      | 12,3      | 12,8      | 13,3      |
| Масса, кг                           | 850       | 850       | 800       | 800       |
| Удельная масса, кг/л.с.             | 3,03      | 2,1       | 1,6       | 1,33      |
| Размеры                             |           |           |           |           |
| Длина                               | 1231      | 1231      | 1182      | 1182      |
| Ширина                              | 955       | 955       | 955       | 955       |
| Высота                              | 581       | 581       | 581       | 581       |
| Габаритная мощность, л.с./м³        | 410       | 585       | 762       | 915       |

## Двигатели ТД
Двигатели марки ТД:
- 5ТД — ряд танковых дизельных двигателей для танков Т-64 разных модификаций и других видов.
- 6ТД — ряд дизельных двигателей для танков Т-80УД, Т-84 и других видов.